# Mittersill
Mittersill é uma cidade da Áustria, situada no distrito de Zell am See, no estado de Salzburgo. Tem 132,02 km² de área e sua população em 2019 foi estimada em 5.431 habitantes.